# Baoro
Baoro este un oraș din Republica Centrafricană.